# Entreteniment de marca
L'entreteniment de marca, també conegut com a entreteniment publicitari, es refereix al contingut informatiu, d'entreteniment o lúdic produït o promogut per una marca, que pot ser d'interès per al seu públic objectiu, en què se solen reflectir els valors de la marca. Es tracta del contingut de marca que té com a objectiu l'entreteniment.
Al parlar de l'entreteniment de marca estaríem referint-nos a un terme que s'utilitza per reflectir les relacions entrellaçades entre la publicitat i l'entreteniment. En general, es produeix als mitjans de comunicació amb la combinació de diverses formes d'entreteniment (televisió, pel·lícules, cançons, etc.) amb els elements de la publicitat per tal de promoure productes o marques. Un exemple podria ser la col·locació de productes en una pel·lícula. El terme és un manlleu de l'anglès "advertainment" que, al seu torn, és un acrònim de "advertising" i "entertainment" (publicitat i entreteniment).

## Terminologia
La denominació entreteniment de marca és una denominació més coherent amb contingut de marca, mentre que entreteniment publicitari s'acosta més a la designació anglesa i, en general, a les solucions normalment utilitzades en les altres llengües. La sinonímia aprovada des dels òrgans normatius respon al fet que, en la utilització del concepte, s'han constatat dues tendències d'ús entre els especialistes: n'hi ha que, per motius semàntics, prefereixen l'ús de marca (perquè consideren publicitari un adjectiu massa reduccionista i vinculat a formats comunicatius tradicionals), i n'hi ha d'altres, en canvi, que són més partidaris de publicitari per tradició i per paral·lelisme amb les altres llengües.